# Lasioglossum travassosi
Lasioglossum travassosi är en biart som först beskrevs av Jesus Santiago Moure 1940.  Lasioglossum travassosi ingår i släktet smalbin, och familjen vägbin. Inga underarter finns listade i Catalogue of Life.